# Soran (principauté kurde)

Drapeau de l'Émirat Soran.

L'émirat de Soran est une principauté kurde, Vassal de l'Empire ottoman entre 1514-1580 puis ~1670-1813, un enjeu s’est joué entre 1813-1836 lorsque le Mir Kor de Soran se déclare indépendant de l’empire tout en annexant les territoires autour de lui (Hakkari, Cizre, Mardin) jusqu'à sa conquête par les troupes ottomanes en 1838 Après la capture du Mir Kor. Sa capitale était la ville de Rawanduz, au nord-est d'Erbil, dans l'actuel Kurdistan irakien,.

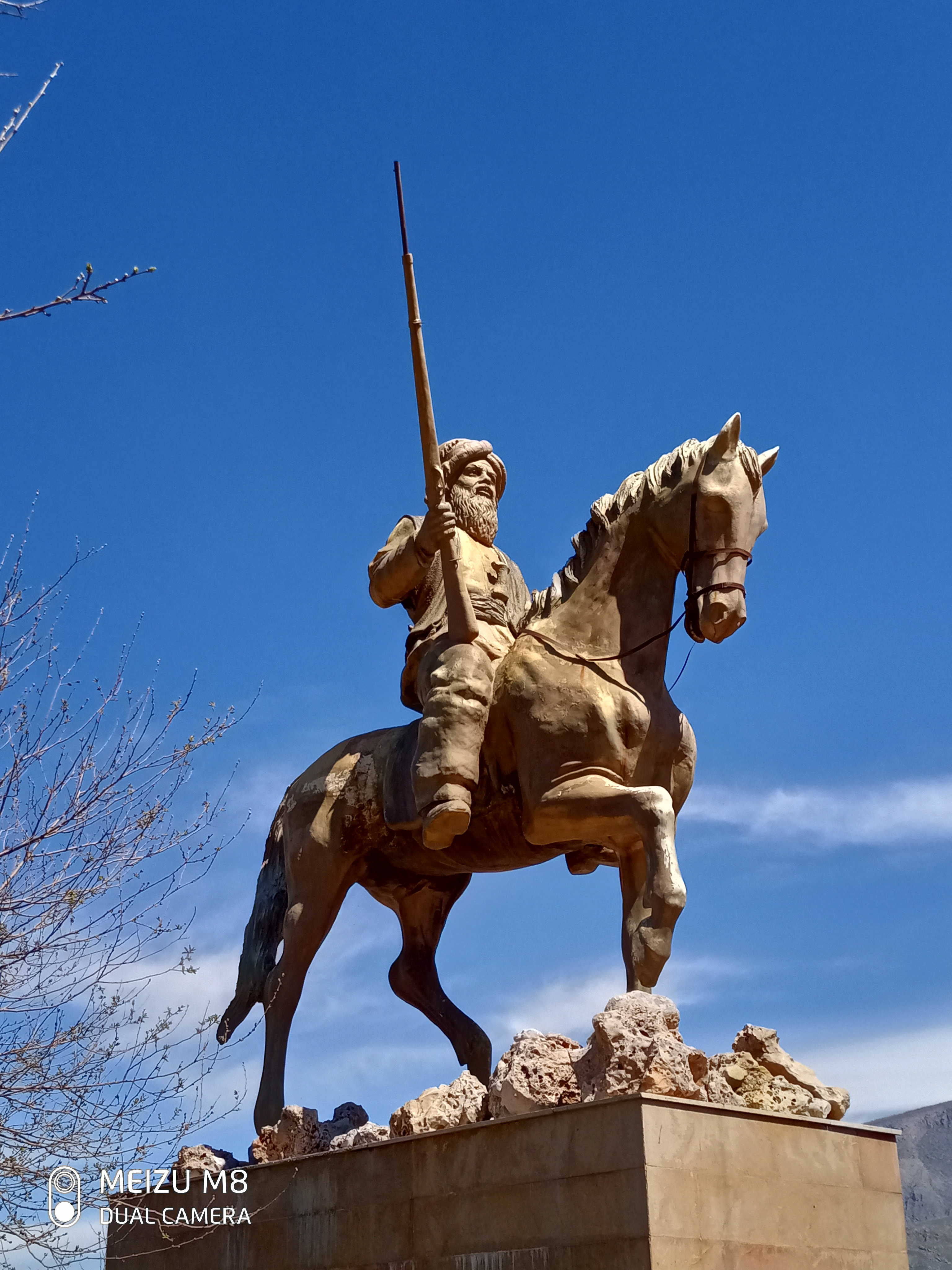
La statue de Muhammad Pacha de Rawanduz à Rawanduz

## Histoire
Dans les textes de l'ère sassanide ainsi que des débuts de la période islamique, les villages du voisinage de Mossoul à l'est du Tigre sont mentionnés comme Ba Soren (en syriaque : Beith Soren), littéralement « terre de Soren ». Ce nom est à rapprocher du clan aryen de Soren qui, pendant le règne d'Yazdgird en Perse, gouverna la région de l'actuel Kurdistan irakien
D'après le Sharafnameh, chronique écrite en 1597 par Sharaf al-Din Bitlisi, la principauté a été fondée par un prince abbasside nommé Kelos ou Kulos, mais cette généalogie n'est pas confirmée par ailleurs. Le nom de Soran viendrait de sor (rouge, en kurde), à cause des roches rouges de la région de Rawanduz.
Pendant la période ottomane, du milieu du XVIe au début du XIXe siècle, Soran est un émirat autonome dépendant à certaines époques de l'eyalet de Chahrizor qui regroupe plusieurs principautés kurdes vassales des Ottomans.
Comme les principautés de Baban, Botan, Bahdinan ou de Hakkari, la principauté de Soran est formellement vassale du sultan. En réalité, ces principautés jouissent d'une large autonomie et fonctionnent jusqu'au début du XIXe siècle comme des quasi États. Leur cour n'a rien à envier, par leur faste et leur splendeur, à celles des autres seigneurs de l'époque.

### La révolte deMîr Muhammad Rawandûz
L’Emirat de Soran à son Apogée (1835)

#### Contexte
À partir de la fin du XVIIIe siècle et du début du XIXe siècle, inquiètes devant la décadence de l'empire et les menaces extérieures, les autorités ottomanes tentent de centraliser leur système politique et d'accroître leur contrôle des territoires. Cette politique va mettre en danger l’autonomie des principautés kurdes. En 1806, la principauté des Baban se soulève. La rébellion est vaincue en 1808. Malgré l'échec des Baban, d'autres révoltes kurdes vont éclater tout au long du XIXe siècle.

#### Le «Prince aveugle»
Après l'échec des Baban, le prince des Soran, Mîr Mohammed, surnommé Mîrê Kor (le prince aveugle) en raison d'une cécité partielle, estime que la brutalité de la répression ottomane sur les Baban rend inéluctable la lutte pour un Kurdistan indépendant. Le fait que l'armée ottomane a été affaiblie par la guerre avec la Russie de 1828-1829 et qu'elle est encore en difficulté en Égypte, lui apparaît comme le signe que le moment est opportun. Il met sur pied une armée régulière et installe des arsenaux et des manufactures d'armement dans sa capitale, Rewandûz, ayant une armée solide, il poursuit ses conquête autour de son Émirat en annexant les émirats autour (Diplomatiquement et Militairement), il va ajouter à ses conquête les villes de: Erbil, Hakkari, Sulaymaniyah, Cizre, Mardin et Diyarbakir, il va vers ~1830, attaquer la perse Kadjar en capturant la région de Mukryan et en assiégeant les villes de Urmia et Margavar,.

### Première guerre ottomano-sorane
Fin mai 1833, à la tête de son armée de 10 000 cavaliers et de 20 000 fantassins, Mîr Muhammad occupe quasiment tout le Kurdistan,
Les autorités ottomanes réagissent alors et envoient toutes les troupes disponibles depuis Sivas, Mossoul et même Bagdad pour écraser le Mir. Les combats durent sans interruption tout l'été 1834, mais Mîr Muhammad en sort vainqueur,,.

### Deuxième guerre ottomano-sorane
En été 1836, ayant eu vent d'une prochaine intervention ottomane, il retourne à Rewandûz, L'armée ottomane se lance à l'assaut de Rewandûz, mais l'armée de Mîr Mohammed, bien préparée, met encore une fois les Turcs en déroute,

#### Une défaite par complot
À la suite de cette nouvelle défaite, le commandement ottoman change alors de stratégie. Tirant profit des sentiments religieux des Kurdes, il se rallie les melleh et les imams kurdes, et fait passer des messages de « réconciliation entre musulmans ». Un certain Melleh Khatî lance même une fatwa, qui assimile la révolte contre le sultan à une rébellion contre Dieu. Mîr Mohammed n'est pas dupe de la manœuvre, et il refuse de négocier avec les Ottomans. En revanche il n'ose pas s'attaquer aux religieux, par crainte de heurter les sensibilités de son peuple. Il finit par être abandonné par les siens et se rend. Il doit se rendre chez le sultan, Mahmud II, à Istanbul où il doit rester six mois. Pendant ce temps, l'armée ottomane se livre au pillage de la principauté et d'autres régions du Kurdistan. En 1837, le prince est autorisé à rentrer à Rewandûz mais, en chemin, il est assassiné.
Son frère Resûl est nommé gouverneur de Rewandûz. Mais il est remplacé par un préfet ottoman en 1847.

## Postérité
Si la principauté a disparu, son nom s'est maintenu à la fois en linguistique et en géographie.
Le dialecte kurde central est généralement connu en Irak et en Iran sous l'appellation sorani, d'après le nom de cet émirat. De même, le nom de la région actuelle de Soran (autour de Rawanduz) au Kurdistan irakien est un héritage de cet émirat.